# Energieaudit
Ein Energieaudit ist eine von Auditoren durchgeführte Untersuchung, ob die Anforderungen des Gesetzes über Energiedienstleistungen und andere Energieeffizienzmaßnahmen, kurz Energiedienstleistungsgesetzes (EDL-G) oder der Energiemanagementsysteme, umgesetzt werden.
Seit der Novellierung des Gesetzes über Energiedienstleistungen und andere Energieeffizienzmaßnahmen im April 2015 sind Großunternehmen verpflichtet, ihren Energieverbrauch regelmäßig überprüfen zu lassen. In Deutschland ist die Durchführung eines Energieaudits nach DIN EN 16247-1 eine Möglichkeit für kleine und mittlere Unternehmen (KMU im Sinne der Empfehlung 2003/361/EG der Europäischen Kommission), die Anforderungen zu erfüllen.
Die gesetzlich vorgeschriebenen Überprüfung kann durch singuläre Energieaudits erfüllt werden. Unternehmen, die ein Energiemanagementsystem nach ISO 50001 einführen, sind zu solchen Audits im Rahmen der Zertifizierung verpflichtet.
Das Bundesamt für Wirtschaft und Ausfuhrkontrolle (BAFA), das mit der operativen Umsetzung des EDL-G betraut ist, veröffentlicht eine Liste der für Energieaudits qualifizierten Auditoren.

## Anforderungen
Ein Energieaudit muss mindestens folgende Anforderungen erfüllen:
- mind. 90 % des Energieverbrauchs müssen durch das Audit überprüft werden.
- das Audit muss alle Unternehmensteile und deren Einrichtungen umfassen.
- das Audit muss auf aktuellen, kontinuierlich oder zeitweise gemessenen Betriebsdaten zum Energieverbrauch basieren.
- das Audit muss die Prüfung des Energieverbrauchsprofils von Gebäuden, Betriebsabläufen und Beförderung einschließen.

## BAFA Förderung für Energieaudits
Kleine und mittlere Unternehmen (KMU) haben die Möglichkeit, im Rahmen des Programms "Energieberatung im Mittelstand" der Bundesanstalt für Wirtschaft und Ausfuhrkontrolle (BAFA) eine Förderung in Höhe von bis zu 50 % der Kosten für ein Energieaudit zu beantragen. Diese Förderung unterstützt KMUs dabei, die Kosten für die Durchführung eines Energieaudits zu reduzieren und die notwendigen Energieeinsparmaßnahmen umzusetzen.
Einige Dienstleister bieten ihren Kunden Unterstützung bei der Beantragung dieser Fördermittel an. Diese Unternehmen übernehmen die Formalitäten im Zusammenhang mit dem Förderantrag kostenfrei, um den Prozess für die Unternehmen zu vereinfachen. Auf diese Weise können Unternehmen die finanziellen Vorteile der BAFA-Förderung nutzen, ohne sich selbst um den bürokratischen Aufwand kümmern zu müssen.

## Ablauf eines Energieaudits nach 16247
Das Energieaudit folgt einem standardisierten Ablauf, der in mehrere Phasen unterteilt ist:
1. Vorbesprechung und Festlegung des Auditumfangs: In der ersten Phase wird der Umfang des Energieaudits definiert. Dabei wird festgelegt, welche Standorte, Gebäude, Anlagen oder Prozesse in das Audit einbezogen werden. Dies ist wichtig, um den Fokus auf die energieintensiven Bereiche des Unternehmens zu legen.
2. Datenerfassung: Im Anschluss werden die relevanten Energiedaten gesammelt. Dies umfasst den Verbrauch von Strom, Gas, Wärme und anderen Energieträgern über einen repräsentativen Zeitraum. Es werden auch betriebliche Daten zu Maschinen, Gebäuden und Prozessen erhoben, um eine fundierte Analyse zu ermöglichen.
3. Analyse des Energieeinsatzes: Auf Basis der gesammelten Daten wird eine detaillierte Analyse des Energieeinsatzes durchgeführt. Diese Analyse dient dazu, Ineffizienzen im Energieverbrauch zu identifizieren, wie beispielsweise unnötige Verluste durch veraltete Technik oder schlecht isolierte Gebäudestrukturen.
4. Erstellung des Auditberichts: Nach der Analyse wird ein umfassender Bericht erstellt. Dieser Bericht enthält:
  - Eine Bestandsaufnahme des aktuellen Energieeinsatzes,
  - Vorschläge für Maßnahmen zur Energieeinsparung,
  - Eine Wirtschaftlichkeitsanalyse der vorgeschlagenen Maßnahmen, inklusive Schätzung der Einsparpotenziale und der Investitionskosten,
  - Empfehlungen zur Priorisierung von Maßnahmen, basierend auf dem zu erwartenden Kosten-Nutzen-Verhältnis.
5. Abschlussbesprechung und Umsetzung: Nach Fertigstellung des Berichts wird dieser in einer Abschlussbesprechung mit dem Unternehmen durchgegangen. In diesem Schritt werden die Maßnahmen zur Energieeinsparung priorisiert und das weitere Vorgehen besprochen, einschließlich möglicher Förderungen oder Finanzierungsmöglichkeiten.